# Доза вещества
Доза (др.-греч. δόσις — порция, приём) — величина однократного приёма вещества, например лекарственного препарата, назначаемого больному, либо поглощённого кем-либо яда.
- В фармакопее каждой страны для сильно действующих средств указаны высшие однократные (разовые) и высшие суточные дозы.
- В фармакологии важное значение имеет (минимальная) эффективная доза — ED.
  - Иногда дозы измеряются в международных единицах (МЕ), основанных на биологической активности.
- В фармакотерапии используется понятие ударная доза, в фармакокинетике — эквивалентная доза.
- В токсикологии важную роль играет понятие медианной летальной дозы (LD50).